# نبيل عباس
نبيل عباس لفتة، من مواليد 1 يناير 1986 في العراق، لاعب كرة قدم عراقي.
بدأ مسيرته الكروية مع نادي النجف في عام 2006، وهو يلعب حاليا مع نادي نفط الوسط.
و قد بدأ باللعب مع منتخب العراق لكرة القدم منذ عام 2007، وقد كان مع الفريق الفائز في كأس آسيا 2007.

## روابط خارجية
- نبيل عباس على موقع قاعدة بيانات كرة القدم.إي يو (الإنجليزية)
- نبيل عباس على موقع ناشيونال فوتبول تيمز (الإنجليزية)
- نبيل عباس على موقع Soccerway.com (الإنجليزية)
- نبيل عباس على موقع كووورة